# Jungle Sound - The Bassline Strikes Back!
Jungle Sound - The Bassline Strikes Back! è una raccolta dei musicisti britannici Adam F e di DJ Fresh, pubblicata l'8 ottobre 2004 dalla Breakbeat Kaos.

## Descrizione
Contiene brani realizzati, oltre che dagli stessi Adam F e DJ Fresh, da vari artisti appartenenti alla scena drum and bass, tra cui Pendulum, Future Prophecies e Dillinja.
Il disco è stato pubblicato anche in edizione LP 45 giri nello stesso anno. A differenza della versione doppio CD, il vinile include soltanto 8 dei 10 brani contenuti nel primo disco.

## Tracce

### CD
CD 1
1. Adam F & TKO – Circle VIP 2000 – 4:36
2. DJ Fresh – Living Daylights – 5:47
3. DJ Fresh & Pendulum – Kingston Vampires – 5:29
4. Future Prophecies – Dreadlock – 6:56
5. Dillinja – You Can't Touch – 5:30
6. DJ Fresh feat. Adam F – When the Sun Goes Down (Andy C & Ant Miles Origin Unknown Remix) – 6:09
7. Adam F & TKO – Therapy – 6:39
8. DJ Fresh – Hear My Voice – 5:38
9. Pendulum – Masochist – 4:56

Traccia bonus
1. Distorted Minds – T-10 (VIP Remix feat. DJ Craze) – 4:59

CD2
- Part 1 – Exclusive Mix by Pendulum (El Hornet) feat. MC MC

1. Pendulum – Masochist – 2:52
2. Future Prophecies – Dreadlock – 2:12
3. Baron – The Shakedown – 3:01
4. Dillinja – You Can't Touch – 1:56
5. Distorted Minds – T-10 (VIP Remix feat. DJ Craze) – 3:29
6. Pendulum – Voyager – 4:27
7. DJ Fresh – The Living Daylights – 4:47
8. DJ Fresh feat. Adam F – When the Sun Goes Down (Andy C & Ant Miles Origin Unknown Remix) – 4:02
9. Adam F – Original Jungle Sound (Switch Mix) – 3:50

- Part 2 – Exclusive Mix by Pendulum (El Hornet) feat. MC Darrison

1. Adam F & TKO – Therapy – 5:48
2. Adam F & TKO – Circle VIP 2000 – 3:14
3. DJ Fresh – Hear My Voice – 3:46
4. Vandalz – Labyrinth – 1:43
5. DJ Fresh – Submarines (Pendulum Remix) – 2:31
6. DJ Fresh & Pendulum – Kingston Vampires – 3:35
7. DJ Fresh – Foreigner – 4:13
8. Pendulum – Another Planet – 5:44

### LP
- Lato A

1. Pendulum – Masochist – 4:51

- Lato B

1. Adam F & TKO – Circle VIP 2000 – 4:33

- Lato C

1. Adam F & TKO – Therapy – 6:37

- Lato D

1. DJ Fresh – Hear My Voice – 5:36

- Lato E

1. DJ Fresh – Living Daylights – 5:44

- Lato F

1. DJ Fresh & Pendulum – Kingston Vampires – 5:27

- Lato G

1. Future Prophecies – Dreadlock – 6:54

- Lato H

1. Dillinja – You Can't Touch... – 5:28